# 芬喬奇街

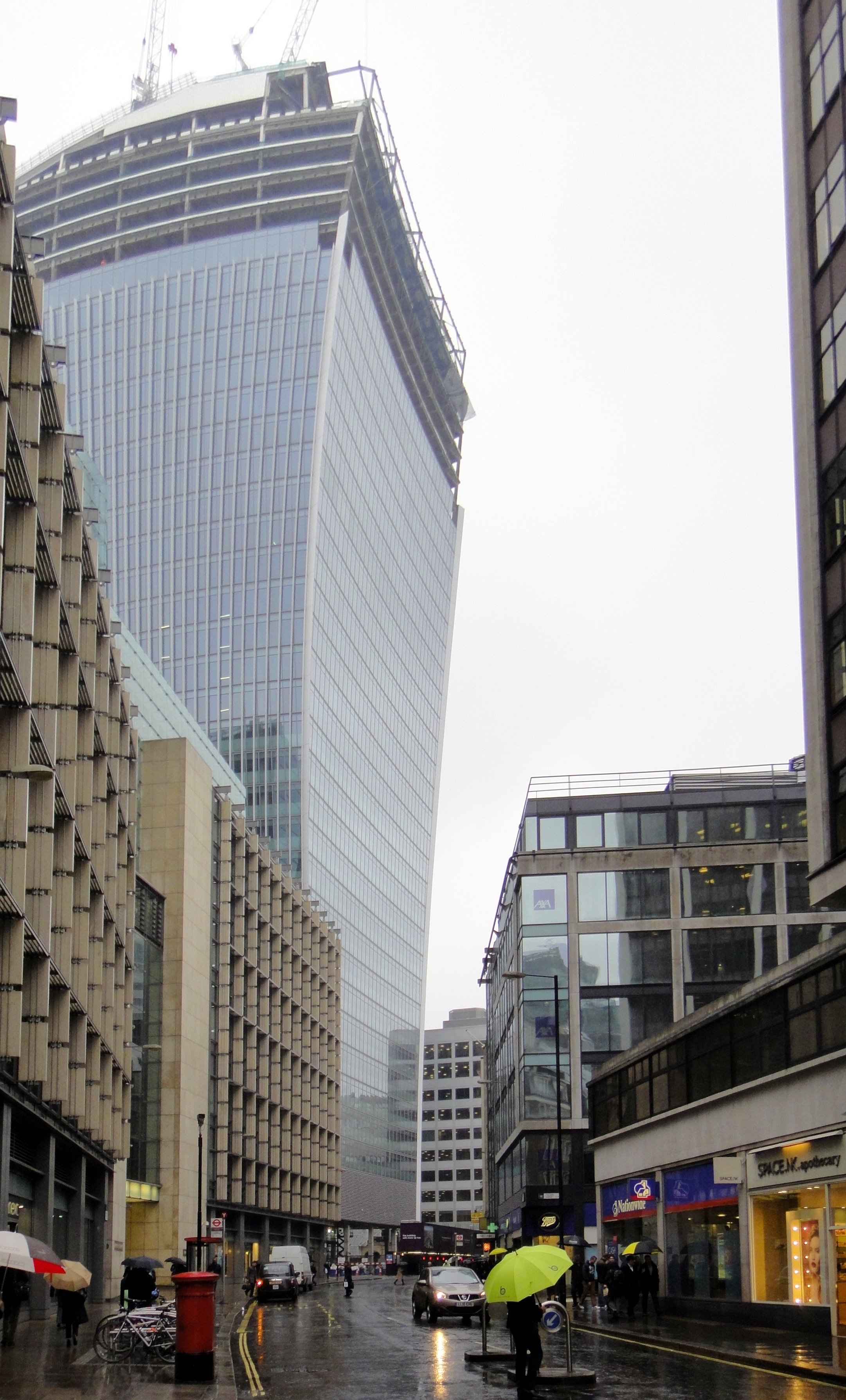
芬丘奇街

芬喬奇街（Fenchurch Street）是伦敦市的一条街道，东西走向，东接阿尔德盖特，西到恩典堂街（Gracechurch Street），接朗伯德街（Lombard Street）。芬喬奇街东段南侧有芬丘奇街火车站，不和任何倫敦地鐵車站直接換乘。

## 街景
芬喬奇街有许多店铺，酒馆和办公楼，包括Plantation Place和芬丘奇街20号，在2014年重建为525英尺高的摩天大厦。

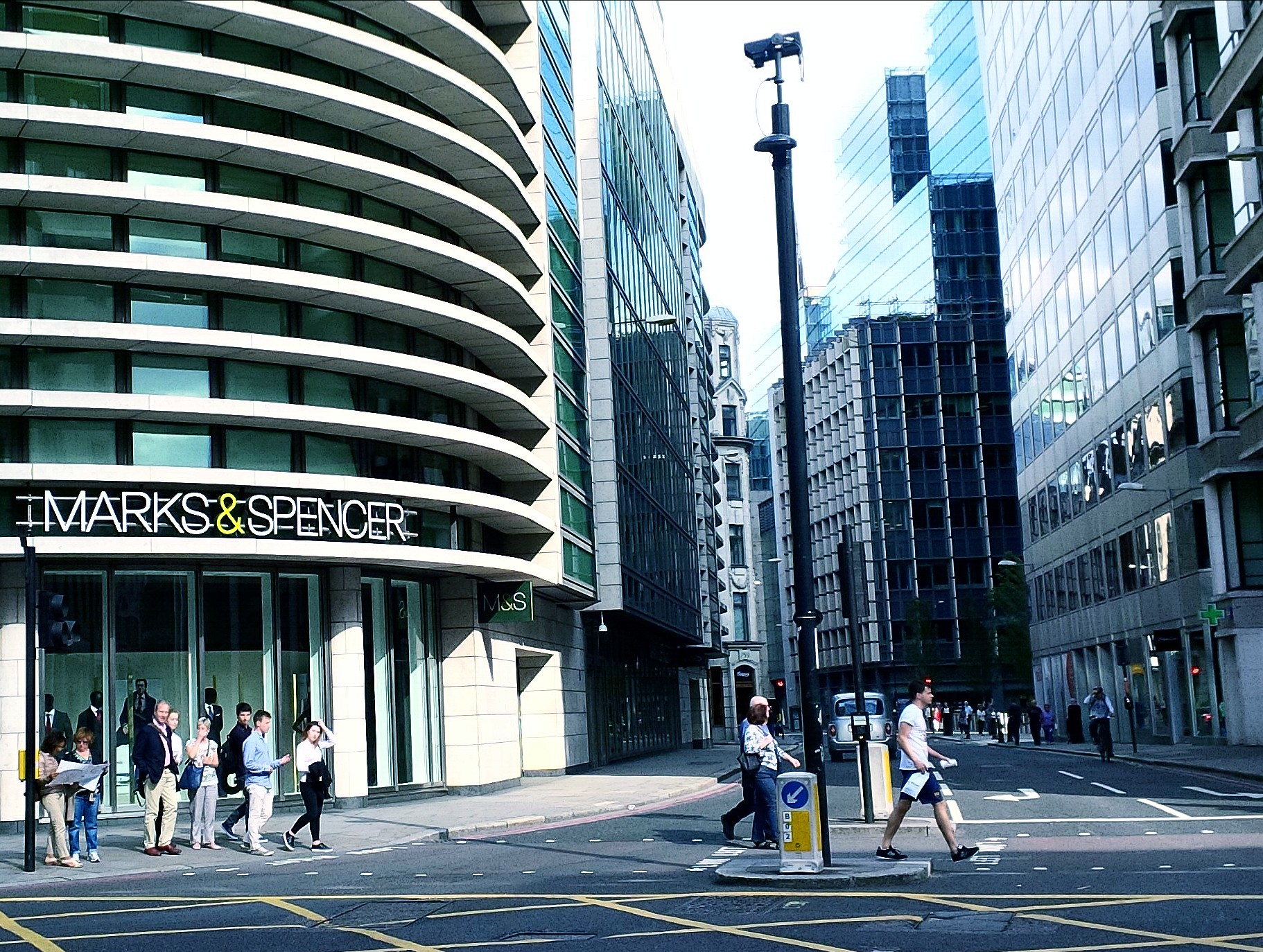
芬丘奇街西端

在芬喬奇街东端与阿尔德盖特路口是古老的阿尔德盖特水泵（Aldgate Pump），已被列为二级登录建筑。71号是劳氏船级社（Lloyd's Register of Shipping），立面建于1901年，是一座二级登录建筑。后面的现代建筑为理查德·罗杰斯设计，1999年建成。